# Thai Sa
Re Thai Sa (in thailandese สมเด็จพระที่นั่งท้ายสระ, nome regale Sanphet IX, พระบาทสมเด็จพระสรรเพชญที่ 9 o Phuminthararacha, พระเจ้าภูมินทราชา) (1678 – Ayutthaya, gennaio 1733) è stato dal 1709 al 1733 il 31º sovrano del Regno di Ayutthaya, fondato nel 1350 da Ramathibodi I nei territori dell'odierna Thailandia.
Era il figlio maggiore del predecessore Phrachao Suea, il cui padre Phetracha aveva guidato la rivoluzione del 1688 e usurpato il trono alla fine del regno di re Narai, fondando la dinastia Ban Phlu Luang.
Durante il regno di Thai Sa vi fu un incremento dell'immigrazione cinese, un importante personalità cinese fu nominata ministro delle Finanze e affidò a connazionali posti di responsabilità. Fu l'inizio di grandi scambi commerciali tra l'Impero cinese e il Siam, che esportò principalmente riso intensificandone la produzione e diventando uno dei maggiori produttori e esportatori dell'intera Asia.
La violenza che caratterizzò la rivoluzione del 1688 fu forse la causa delle notizie, probabilmente distorte, riportate nelle antiche cronache di Thonburi e dei primi regni di Rattanakosin, secondo le quali molti monarchi della dinastia Ban Phlu Luang furono i responsabili della decadenza che causò la caduta di Ayutthaya nel 1767. Fu comunque la dinastia più longeva del regno.

## Biografia

### Origini e erede al trono
Alla nascita prese il nome Surinthra Kuman (Surinthra bambino) e in seguito fu chiamato abitualmente Phet. Malgrado il padre e predecessore fosse conosciuto sin da giovane per la sua crudeltà e brutalità, tanto da essere chiamato Phrachao Suea, letteralmente "re Tigre", il suo regno era stato pacifico dal punto di vista politico, senza le rivolte di protesta contro l'usurpazione del trono che avevano caratterizzato il regno del padre Phetracha. Phrachao Suea nominò Phet e il secondo figlio Phon eredi al trono, con la precedenza a Phet che era il figlio maggiore.

### Ascesa al trono
Il re Tigre morì nel 1709 e la successione al trono fu pacifica, cosa che non avveniva dal 1605 quando Ekathotsarot succedette al fratello Naresuan. In quel periodo re Tigre era arrabbiato con Phet e gli avrebbe preferito come suo successore il fratello minore Phon, che però non accettò. Salì quindi al trono il principe Phet, che prese i nomi regali Sanphet IX e Phuminthararacha, ma fu conosciuto con il soprannome Thai Sa. In lingua thai, i termini Thai (ท้าย) e Sa (สระ) significano rispettivamente fine e lago o stagno, e il nome gli fu dato perché trascorreva il suo tempo in un palazzo posto all'estremità di un lago. Le grandi purghe operate da Phetracha e re Tigre contro i nobili legati a Narai e i posti di potere lasciati vacanti da re Tigre nel suo breve regno garantirono a Thai Sa l'appoggio unanime dell'aristocrazia rimasta. Furono quindi pochi i suoi oppositori a essere assassinati in confronto alle stragi dei due regni precedenti. Nominò erede al trono con il titolo di Palazzo Davanti il fratello Phon, che avrebbe avuto grande autorità soprattutto in campo religioso e commerciale.

### Politica interna
Tra il 1712 e il 1713, anche Thai Sa dovette fronteggiare una ribellione sviluppatasi nella zona di Mergui nel Tenasserim, a quel tempo facente parte del Regno di Ayutthaya. Secondo fonti olandesi, al pari di quelle verificatesi nel regno di Phetracha, questa rivolta fu capeggiata da un uomo che asseriva di avere poteri soprannaturali e legami con il vecchio re Narai. Era un monaco Mon che con l'aiuto di proseliti birmani e musulmani occupò due città e si diede alla fuga quando l'esercito siamese soffocò la rivolta. Era un periodo in cui la popolazione dava credito alla magia e, secondo quanto riportato in un'inscrizione a Pa Mok, si credeva che lo stesso Thai Sa fosse dotato di poteri soprannaturali, oltre ad avere le 10 virtù che contraddistinguevano i sovrani illuminati. Nel 1712 il vassallo regno di Pattani smise di inviare tributi e Thai Sa inviò delle truppe. Si diffuse la notizia che un governatore siamese sarebbe stato inviato per sostituire la regina locale, la quale riprese a inviare tributi e la situazione si normalizzò.
Al pari del padre, Thai Sa fece costruire molti canali attorno ad Ayutthaya, sia per velocizzare l'accesso al mare, come quello che tagliò un'ampia ansa del fiume di Ayutthaya Chao Phraya creando l'isola fluviale di Ko Kret, sia per facilitare gli spostamenti in altre direzioni. Il nonno Phetracha aveva inaugurato la tradizione dei re della sua dinastia di visitare le province lontane - forse per ingraziarsi le popolazioni locali dopo la cruenta rivoluzione del 1688 - portandovi il patrocinio regale. In precedenza i re di Ayutthaya si erano mossi raramente a scopi benefici. Thai Sa fece spostare il Buddha sdraiato di Pa Mok, nell'odierna provincia di Ang Thong, che era soggetto ad essere inondato durante gli allagamenti. Come i due predecessori, affidò alte cariche di Stato a dignitari di origini straniere, in particolare appartenenti a famiglie persiane e indiane.
Con la crescente influenza nel Paese dei cinesi, scelse inoltre un cinese per la posizione di Phraklang, potente ministro delle Finanze. Questi divenne molto influente, assegnò posti di rilievo a corte a parenti e amici, e in breve i cinesi poterono monopolizzare la maggior parte dei commerci del regno. La fiducia accordata da Thai Sa al Phraklang cinese fu tale da porlo al comando delle truppe inviate in Cambogia, malgrado non avesse alcuna esperienza di guerra. I cinesi si insediarono anche a Nakhon Si Thammarat e presero il controllo delle redditizie miniere di stagno della zona sostituendosi agli olandesi, che furono costretti per un periodo a chiudere le loro sedi locali. Un missionario francese dell'epoca stimò che i Cinesi nel regno erano diventati 30 000 negli anni 1730.
Nel 1730, il re emanò un decreto che proibiva ai missionari cattolici di battezzare e convertire i siamesi, nonché di recitare la messa in lingua thai. Dietro a questa decisione vi fu probabilmente il fratello Phon, che aveva grande potere decisionale ed era famoso come difensore del buddhismo.

### Politica estera
Nel 1715, il re di Cambogia filo-siamese era stato detronizzato e si era rifugiato a Bangkok e al suo posto i vietnamiti avevano insediato sul trono re Angk Em. Nel 1717 Thai Sa inviò un esercito per stabilizzare la situazione e Angk Em fu costretto ad accettare la suzeraineté imposta dai siamesi. Molte furono durante il suo regno le ambasciate siamesi all'estero e quelle estere ad Ayutthaya, ma non ebbero molto successo; nel 1715 giunsero ad Ayutthaya gli ambasciatori del nababbo indiano di Masulipatam, ai quali fu negato di vedere Thai Sa, un fatto che probabilmente portò in seguito al sequestro di navi siamesi ordinato dal nababbo. Anche i rapporti con Spagnoli, Britannici e Francesi furono problematici, e gli unici Europei che riuscirono ad allacciare rapporti con la corte siamese furono gli Olandesi, i quali siglarono un accordo con il sovrano dopo le grandi difficoltà a cui li aveva costretti il predecessore re Tigre.
Ebbe invece grande successo il commercio con la Cina, che da qualche anno era in fase di recessione. La presenza a corte di influenti funzionari cinesi andò di pari passo con la crescita degli scambi commerciali tra i due Paesi. Negli anni 1710, molte giunche cinesi furono vendute in Siam e altri regni, causando il divieto a questa vendita da parte dell'impero. La crescita demografica cinese aveva creato una grande domanda di riso che fu fornito da Ayutthaya a partire dal 1720 circa. Fu l'inizio di una coltivazione intensiva in Siam, soprattutto da parte dei molti immigrati cinesi che aumentarono la loro presenza nel Paese. In breve tempo il Siam divenne nell'intera Asia uno dei maggiori produttori ed esportatori di riso, che diventò il pilastro dell'economia nazionale, una tendenza che sarebbe continuata anche nei secoli successivi. Il volume degli scambi commerciali con la Cina è testimoniato anche dai numerosi e preziosi vasi in porcellana ritrovati ad Ayutthaya inviati in quel periodo da fabbriche cinesi.

### Ultimi anni
Nel 1732, la salute di Thai Sa ebbe un tracollo e affiorarono le tensioni a corte, in particolare tra il fratello erede al trono, il Palazzo Davanti principe Phon, e i figli del sovrano, che a loro volta ambivano al potere. Dando per scontata l'imminente morte di Thai Sa, Phom iniziò a mobilitare le sue truppe, sottovalutando la forza di cui il re ancora disponeva. Sul letto di morte Thai Sa nominò suo successore il secondogenito Aphai causando le proteste di Phon, che lo aveva sempre servito con lealtà nella sua veste di erede al trono. Si scatenò quindi una sanguinosa disputa per la successione alla quale non partecipò Naren - figlio maggiore di Thai Sa - che rinunciò alla possibilità di diventare re e si fece monaco. Nel gennaio del 1733 Thai Sa morì, si era scoperto che l'infezione alla bocca di cui da tempo soffriva era un carcinoma. Aphai e l'altro fratello Paramet rimasero al palazzo reale con l'appoggio di gran parte dell'aristocrazia, in particolare del Phrakhlang, il potente ministro delle finanze cinese. Phon raccolse le proprie forze nella propria residenza, il Palazzo Davanti che si trovava a un solo chilometro dal palazzo reale.

## Guerra civile per la successione
Ebbe inizio una guerra civile sulle strade della capitale, nella quale Aphay e Paramet poterono contare su un esercito di 20/30 000 uomini contro i 4 000 di Phon. Quando le sorti della battaglia sembravano segnate in favore dei due fratelli, le truppe di Phon guidate da Chamnan Channarong sferrarono un attacco improvviso travolgendo l'avanguardia avversaria e mettendo in fuga il resto delle truppe. Chamnan e Phon penetrarono nel palazzo reale e se ne impossessarono, costringendo alla fuga Aphay e Pomaren. Phon si fece subito incoronare re con i nomi regali Song Tham e Borommathammikarat, ma sarebbe passato alla storia come Borommakot.
La carneficina della guerra civile continuò con l'eliminazione dei suoi avversari, i fuggitivi vennero trovati e passati per le armi, e la stessa sorte subirono tutte le alte sfere dell'esercito e della corte reale. Il Phraklang cinese si schierò con i figli di Thai Sa e quando furono sconfitti si rifugiò in un monastero, fu quindi scoperto e assassinato.